# 모리스 하인즈
모리스 하인스(Maurice Hines, 1943년 12월 13일~2023년 12월 29일)는 미국의 배우, 안무가, 무대 연출가이다.

## 영상 목록

### 영화
- 커튼 클럽 (1984)

## 음반 목록
- I've Never Been in Love Before (2001)
- To Nat King Cole With Love (2006)